# Фердинанд Кристиан фон Липе-Детмолд
Фердинанд Кристиан фон Липе-Детмолд (на немски: Ferdinand Christian zur Lippe-Detmold) от род Липе е граф на Липе-Детмолд, господар на Замродт и генерал на Брауншвайг-Люнебург.

## Биография
Роден е на 13 септември 1668 година в Детмолд. Той е вторият син на граф Симон Хайнрих фон Липе-Детмолд (1649 – 1697) и съпругата му Амалия фон Дона-Вианен (1644 – 1700), наследствена бургграфиня на Утрехт и Вианен, дъщеря на генерал, граф и бургграф Кристиан Албрехт фон Дона-Шлобитен (1621 – 1677) и София Теодора Доротея фон Бредероде (1620 – 1678). Брат е на Фридрих Адолф (1667 – 1718), граф на Липе-Детмолд (1697 – 1718).
Фердинанд Кристиан фон Липе-Детмолд умира на 18 октомври 1724 година в Замродт при Морунген, Острóда, Полша, на 56-годишна възраст.

## Фамилия
Първи брак: на 29 март 1695 г. в Детмолд с Хенриета Урсула бургграфиня и графиня фон Дона-Шлобитен (* 25 януари 1662, Епейсолес, Бургундия, Франция; † 2 май 1712, Кьонигсберг, днес Калининград, Русия), дъщеря на бургграф и граф Фридрих фон Дона, губернатор на Оранж, майор на Берн (1621 – 1688) и Есперанца дьо Монбрун-Ферасиерес (1638 – 1690). Те имат три деца:
- Амалия Елизабет (* 14 юли 1696, Детмолд; † 5 февруари 1697, Детмолд)
- Амалия Елизабет (* 2 ноември 1697, Лемго; † 6 февруари 1730, Вартенберг, Силезия), омъжена на 2 септември 1721 г. в Замродт за бургграф и граф Албрехт Кристоф фон Дона-Шлобитен-Лайстенау (* 23 септември 1698; † 3 май 1752)
- Фридрих Александер фон Липе-Детмолд (* 21 март 1700, Лемго; † 21 юли 1769, Детмолд), граф на Липе-Детмолд, женен на 3 април 1736 г. за първата си братовчедка Фридерика Адолфина фон Липе-Детмолд (1711 – 1766)

Втори брак: на 16 април 1713 г. в Шлобитен с Урсула Анна бургграфиня и графиня фон Дона-Шлобитен-Вартенберг (* 4 декември 1693, Лиеж; † 15 август 1757, Замродт), дъщеря на Александер фон Дона-Шлобитен (1661 – 1728), пруски генерал фелдмаршал, губернатор на Пилау, и Амалия Луиза фон Дона-Карвинден (1661 – 1724). Те имат двама сина:
- Фридрих Лудвиг Емил (* 23 май 1714, Шлобитен; † 6 август 1714, Замродт)
- Емил (* 19 април 1716, Кьонигсберг; † 1 януари 1733)